# 화웨이 어센드 D2
화웨이 어센드 D2(Huawei Ascend D2)는 화웨이에서 2013년 3월에 출시한 안드로이드 FHD 해상도를 표현하는 스마트폰이다.

## 연혁
- 2013년 2월 : 제품 발표
- 2013년 3월 : 제품 출시

## 특수 기능

### 기타 기능

#### exFAT
exFAT포맷을 지원하여 용량이 4 GB이상인 파일을 사용할 수 있으며, 외장메모리에도 이 기술이 적용되었다.

## 경쟁 기종
- HTC 원
- HTC 원 맥스
- HTC 버터플라이 S
- ZTE 누비아 Z5
- 삼성 갤럭시 S4
- LG G2
- 소니 엑스페리아 Z1
- 팬택 베가 시크릿 업
- 팬택 베가 LTE-A